# Ivry Gitlis

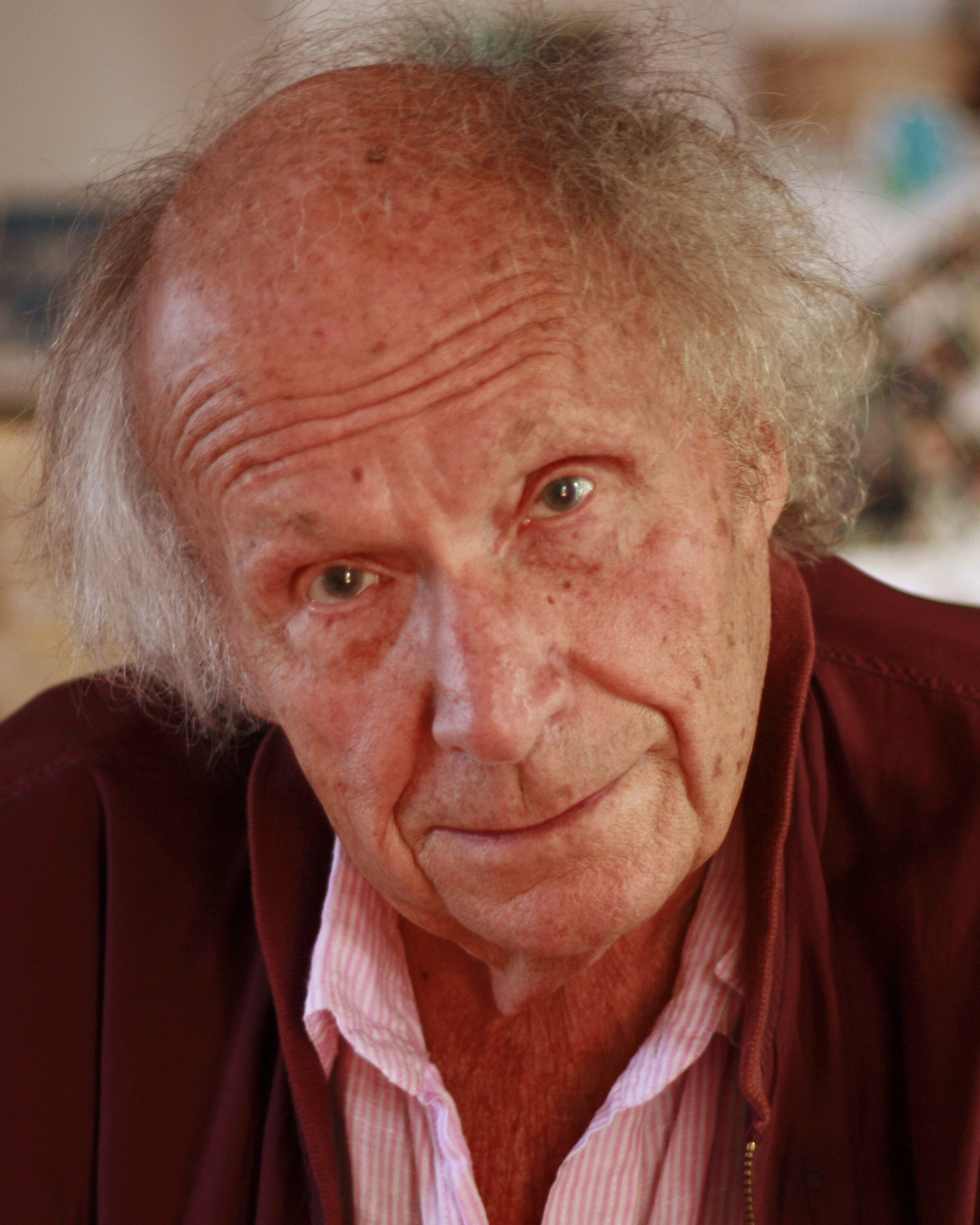
Ivry Gitlis

Yitzhak-Meir "Ivry" Gitlis (Haifa, 25 augustus 1922 - Parijs 24 december 2020) was een Israëlisch violist. Hij stond bekend om zijn soms afwijkende interpretaties; hij improviseerde liever dan dat hij de bladmuziek volgde. 

## Leven
Gitlis werd geboren in een gezin van Oekraïense immigranten uit Kamjanets-Podilsky; zijn moeder was een zangeres, zijn grootvader een voorzanger. Na lang zeuren gaven zijn ouders hem op zijn vijfde een viool en hij kreeg zijn eerste lessen op zesjarige leeftijd. Hij gaf zijn eerste concerten toen hij negen was, en op tienjarige leeftijd merkte Bronisław Huberman, de oprichter van het Israëlisch Filharmonisch Orkest, hem op en schreef een aanbeveling voor toelating op het Conservatoire te Parijs. Hij won er op zijn dertiende de eerste prijs. Hij studeerde vervolgens bij beroemde violisten als Carl Flesch, George Enescu en Jacques Thibaud. Tijdens de Tweede Wereldoorlog wist hij samen met zijn moeder op de laatste boot naar Engeland te vluchten. Hij was aanvankelijk in een wapenfabriek werkzaam, waarna hij betrokken raakte bij tal van concerten ter ondersteuning van de troepen. Daar veranderde hij zijn voornaam in Ivry, wat "Hebreeër" betekent, zodat „Hitler geen twijfels hoeft te hebben over mijn identiteit”. In 1951 ging hij naar New York om bij Theodore Pashkus te studeren.
Na deelname in 1951 aan het Concours international Marguerite-Long-Jacques-Thibaud in Parijs kwam zijn loopbaan in een stroomversnelling. Hij werd weliswaar vijfde, maar hij had de sympathie van het publiek.
Op 17 april 1953 speelde hij voor het eerst in Nederland in Diligentia.
Via de impresario Sol Horuk trad hij in 1955 op in de Verenigde Staten. Hij speelde met de New York Philharmonic onder leiding van George Szell en met de Philadelphia Orchestra onder leiding van Eugene Ormandy.
Halverwege de jaren vijftig nam hij de populaire werken uit het vioolrepertoire op, de vioolconcerten van Peter Tschaikowski, Max Bruch, Felix Mendelssohn Bartholdy en Jean Sibelius, maar ook het 2e vioolconcert van Béla Bartók en zijn solosonate voor viool.
In deze periode ontpopte hij zich als een toegewijd voorstander van de nieuwe en eigentijdse muziek. In de jaren zestig maakte hij opnamen van de vioolconcerten nr. 1 en 2 van Niccolò Paganini, maar ook van vioolconcerten uit het klassiek modernisme, zoals die van Igor Stravinsky, Paul Hindemith en Alban Berg.
Gitlis was de eerste Israëlische violist die in de Sovjet-Unie speelde (1963).
Gitlis had zowel aanhangers als tegenstanders, maar hij liet niemand onberoerd. Zijn loopbaan stond in het teken van authenticiteit, van ontsnappen aan de klassieke conventies. Volgens hem ging muziek om het vinden van de eigen stem en klank. „Je moet je eigen ziel in de muziek zoeken”, vond Gitlis. Het is dan ook niet verwonderlijk dat hij optrad met de The Dirty Mac in The Rolling Stones Rock and Roll Circus. Gitlis voelde zich ook op zijn gemak in jazz- en zigeunermuziek. Hij was initiatiefnemer van talrijke festivals (o.a. in Saint-Paul-de-Vence, Menton, Saint-André-de-Cubzac).
Elk kind wordt als een genie geboren. Het probleem begint wanneer je het gaat onderwijzen.— Ivry Gitlis
Gitlis woonde sinds eind jaren zestig in Parijs. Tot op hoge leeftijd bleef hij masterclasses geven. Hij was 85 toen hij een open-hartoperatie moest ondergaan. Hij stierf in december 2020 op 98-jarige leeftijd en werd begraven op de begraafplaats Cimetière du Père-Lachaise. Hij was drie maal getrouwd en had vier kinderen, van wie drie met de Duitse actrice Sabine Glaser.

## Wetenswaardigheden
- Gitlis speelde tijdens de Parijse studentenrevolte in 1968 op straat om zijn steun te betuigen[4]
- Hij schreef zijn autobiografie L’âme et la corde (1980, in 2013 aangevuld en opnieuw uitgebracht)
- In 1990 werd hij een goodwillambassadeur voor UNESCO
- Hij was een verdediger van het Israëlisch-Palestijns vredesproces.
- Bruno Maderna schreef Piece for Ivry voor hem
- In 1984 speelde Gitlis met Daniel Wayenberg op het Prinsengrachtconcert
- Op 29 september 2016 speelde hij op de officiële herdenking van het Bloedbad van Babi Jar in Kiev de vioolsolo uit John Williams' filmmuziek voor Schindler's List
- Hij speelde op een Stradivarius uit 1713 met de bijnaam "Sancy"[5]
- Gitlis acteerde ook in enkele bioscoop- en tv-films